# Museo dell'Alto Medioevo (Ascoli Piceno)

Il Museo dell'Alto Medioevo è un museo appartenente alla rete dei musei civici della città di Ascoli Piceno. Dopo una provvisoria apertura presso la Sala dei Mercatori al pianterreno del Palazzo del Municipio nella Piazza Arringo, nel 2014 è stato effettuato lo spostamento nella sede definitiva del Polo museale Forte Malatesta.

## Collezioni
Il Museo dell'Alto Medioevo è composto principalmente dai corredi in oro di due delle circa 260 tombe longobarde scoperte nel 1893 presso la necropoli di Castel Trosino, in territorio ascolano.
Il materiale rinvenuto in 237 tombe delle 260 scoperte fu trasferito al Museo dell'Alto Medioevo di Roma. Gran parte del materiale delle restanti tombe si trova tuttora nei depositi del Museo archeologico statale di Ascoli Piceno e nel Museo archeologico nazionale delle Marche di Ancona. 
Le due tombe esposte (la numero 90 e la numero 115 nella classificazione del Museo dell'Alto Medioevo di Roma) sono rappresentative dei più bei corredi tra quelli rinvenuti nella necropoli di Castel Trosino dove nelle tombe femminili sono stati ritrovati in special modo accessori d'abito quali fibule, fibbie, collane, orecchini d'oro, amuleti, gioielli ed oggetti di qualità, guarnizioni di calze e scarpe ed oggetti d'uso quotidiano, come arnesi da lavoro, pettini, recipienti di vetro o di ceramica cofanetti d'avorio e pissidi di bronzo, questi forse utilizzati come reliquiari, mentre nelle tombe maschili sono stati ritrovati lance, scudi, elmi, frecce, corazze e altri accessori per cavalcare.
Oltre alle due tombe nel Museo sono esposti in alcune vetrine perimetrali gli oggetti  ritrovati nell'ultimo scavo effettuato dalla Soprintendenza per i beni Archeologici delle Marche nel 2001. Tra questi uno splendido anello d'oro massiccio con incastonata una pietra azzurra raffigurante una coppia di buoi in bassorilievo.
Premio nazionale Francovich
Nel 2020, il Museo dell'alto medioevo si aggiudica il premio nazionale Riccardo Francovich, istituito nel 2013 e conferito dal presidente della SAMI - Società degli Archeologi Medievisti Italiani, il Professor Paul Arthur.

## L'accordo tra il Ministero dei Beni Culturali e il Comune di Ascoli Piceno
Il 14 febbraio 2003 è stata firmata una convenzione, tra il Ministero dei Beni Culturali di Roma rappresentato dalla Soprintendenza per i beni archeologici di Ostia ed il Comune di Ascoli Piceno rappresentato dall'Assessorato alla cultura, nella quale si affida a quest'ultimo il deposito quinquennale di corredi della necropoli longobarda di Castel Trosino conservati nel Museo nazionale dell'Alto Medioevo per l'esposizione nel Museo di Forte Malatesta di Ascoli Piceno.
Il 15 dicembre 2004 viene firmata una nuova convenzione tra gli stessi soggetti che, "visto il protrarsi dei lavori per la musealizzazione del Forte Malatesta", prevede che "i materiali longobardi siano esposti temporaneamente nella Sala dei Mercatori all'interno del Palazzo Comunale".